# Élections générales bosniennes de 2010
Les élections générales bosniennes de 2010 se sont tenues le 3 octobre 2010. Elles regroupaient :
- les élections présidentielles pour élire les trois présidents, un pour chaque communauté (Croates, Bosniaques et Serbes).
- les élections législatives pour élire 42 représentants à la Chambre des représentants.
- les élections aux parlements de la fédération de Bosnie-et-Herzégovine et de la république serbe de Bosnie.